# Fluvioglaziales Sediment

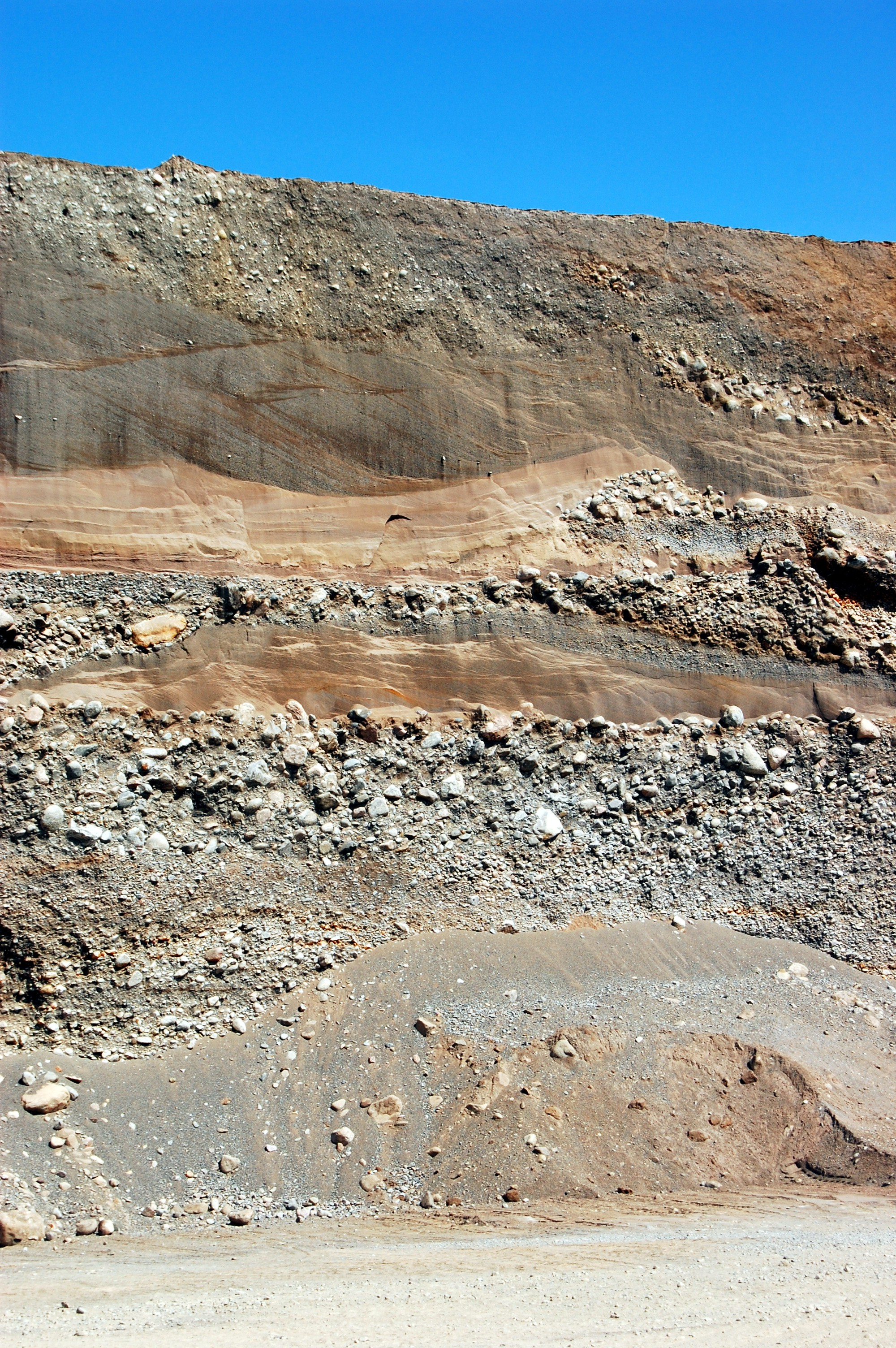
Internaufbau eines Os (Badelundaåsen) nahe dem schwedischen Anundshög (Badelunda)

Fluvioglaziale Sedimente oder glazifluviale Sedimente sind eine Untergruppe der fluviatilen Sedimente, die ihre Bildung dem Zusammenwirken von Gletschern und ihrem Schmelzwasser verdanken. 

## Entstehung
Das Eis schabt oder reißt auf seinem Weg zur Gletscherfront größere und kleinere Gesteinsteilchen aus dem Untergrund („rupfende Erosion“) und führt sie mit sich. Ab der Gletscherfront transportiert das Schmelzwasser das fein- und feinstkörnigere Material (Gletschermilch), hangabwärts und lagert es im Gletschervorland unter anderem in Form ausgedehnter Sanderflächen ab. Manchmal trennen die Sander Toteisblöcke vom Rest des Gletschers, aus denen nach dem Schmelzen typische Mulden oder Bergseen werden.
Innerhalb der fluvioglazialen Sedimente dominieren die Anteile, die während der Kaltzeiten (Glaziale) des Quartären Eiszeitalters im Pleistozän entstanden sind. Das Material ihrer Sander wurde später in die Haupttäler verfrachtet, wo es heute hunderte Meter mächtige Talfüllungen bilden kann (in den Ostalpen z. B. Inn- oder Drautal) und vereinzelt auch zu Flussterrassen erodiert wurde. Großteil glazifluvialen Ursprungs ist auch das Material der Schwemmkegel, die von wasserreichen Bächen in die Täler vorgeschoben wurden. Aus den Korngrößen der Geschiebe und Sande lassen sich die Klima- und Entstehungsphasen rekonstruieren.
Feinkörnige Bestandteile der fluvioglazialen Sedimente können später nochmals durch Wind verfrachtet worden sein, wodurch in der „Eiszeit“ im periglazialen Bereich mächtige Schichten von Fluglöss entstanden sind.
Von den fluvioglazialen sind die eigentlichen glazialen Sedimente zu unterscheiden, die vor allem in Form von Moränen auftreten (Seiten-, Mittel- und Endmoränen) und großteils aus Geschiebemergel bestehen; die vereinzelt zurückbleibenden Felsblöcke werden Findlinge genannt.